# Aeranthes leandriana
Aeranthes leandriana är en orkidéart som beskrevs av Jean Marie Bosser. Aeranthes leandriana ingår i släktet Aeranthes och familjen orkidéer. Inga underarter finns listade i Catalogue of Life.